# Akeem Adams
Akeem Adams (Point Fortin, 13 de abril de 1991 - Budapest, 30 de diciembre de 2013) fue un jugador de fútbol profesional trinitense que jugaba en la demarcación de defensa.

## Biografía

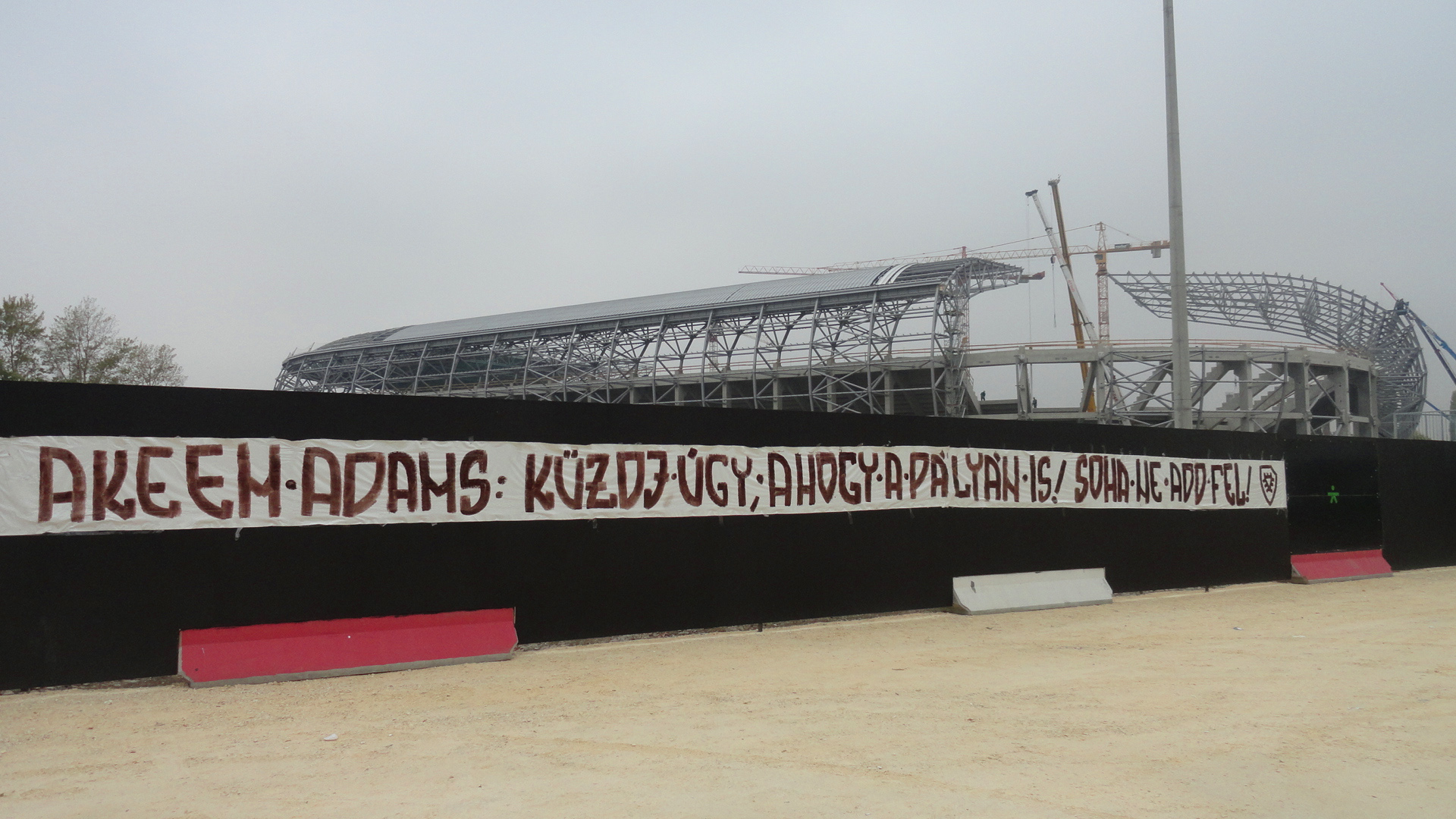
Mensaje de la afición por Adams hospitalizado en las obras de construcción del nuevo estadio Ferencváros. Traducción: Akeem Adams: ¡Lucha como lo haces en el campo! ¡No rendirse nunca!

Akeem Adams debutó como futbolista profesional en 2008 con el W Connection FC, donde jugó durante tres temporadas. Con el club llegó a ganar el Campeonato de Clubes de la CFU en 2009 al igual que el Trinidad y Tobago Goal Shield, la Copa de la Liga de Trinidad y Tobago en 2008 y el Trinidad y Tobago Classic en 2011. En 2011 fichó por el United Petrotrin, y tras el paso por el Central FC, se fue a Hungría para fichar por el Ferencvárosi TC, donde ganó la Copa de la liga de Hungría en 2013. El 25 de septiembre de 2013 Adams sufrió un ataque al corazón. Su médico dijo que su cuerpo no estaba listo para el trasplante de corazón que sería necesario para mantenerlo vivo. El 28 de diciembre de 2013, Adams sufrido un derrame cerebral en la Clínica de Corazón Varosmajori, cayendo en coma. Finalmente dos días después, el 30 de diciembre de 2013, Adams falleció a los 22 años de edad.
6 años después, el futbolista Aubrey David quien fuera su mejor amigo y compañero de selección decidió rendirle homenaje en su segunda etapa con el Deportivo Saprissa de Costa Rica al utilizar el característico número 52 que Adams vestía en su camiseta.

## Selección nacional
Akeem Adams debutó con la selección de fútbol de Trinidad y Tobago, tras pasar por las categorías inferiores de la selección, en marzo de 2008 a los 16 años de edad en un partido amistoso contra El Salvador. Ha jugado en total nueve partidos con la selección.

## Clubes
| Club             | País              | Año         |
| ---------------- | ----------------- | ----------- |
| W Connection FC  | Trinidad y Tobago | 2008 - 2011 |
| United Petrotrin | Trinidad y Tobago | 2011 - 2012 |
| Central FC       | Trinidad y Tobago | 2012 - 2013 |
| Ferencvárosi TC  | Hungría           | 2013        |

## Palmarés
W Connection FC
- Campeonato de Clubes de la CFU: 2009
- Copa de la Liga de Trinidad y Tobago: 2008
- Trinidad y Tobago Classic: 2011
- Trinidad y Tobago Goal Shield: 2009

Ferencvárosi TC
- Copa de la liga de Hungría: 2013